# Ostrobok pospolity
Ostrobok pospolity, ostrobok europejski (Trachurus trachurus) – gatunek morskiej ryby z rodziny ostrobokowatych. 

## Zasięg występowania
Wschodni Ocean Atlantycki wzdłuż wybrzeży europejskich i afrykańskich, w pasie przybrzeżnym do głębokości 1000 m p.p.m., Morze Śródziemne, Morze Marmara i Morze Czarne. Czasami wpływa do Morza Bałtyckiego.

## Cechy charakterystyczne
Ciało wydłużone, bocznie spłaszczone. Ubarwienie grzbietu niebieskawozielone, szare lub czarne, boki i spód srebrzyste, z czarną cętką na krawędzi pokrywy skrzelowej. Dwa kolce przed płetwą odbytową. Pierwsza płetwa grzbietowa wysoka. Płetwa ogonowa głęboko wcięta. W linii bocznej występuje rząd przekształconych, ostrych łusek. Ostrobok osiąga przeciętnie do 40 cm, maksymalnie 70 cm długości przy maksymalnym ciężarze do 2 kg. 
Ostroboki są szybko pływającymi drapieżnikami, tworzącymi duże ławice, odbywającymi długie wędrówki. Żywią się rybami, skorupiakami i głowonogami. 
Samica składa od 3–140 tys. jajeczek, z których wylęgają się larwy o długości 5 mm. Ikra pelagiczna, unosi się w toni wodnej dzięki kropelce tłuszczu.

## Znaczenie gospodarcze
Poławiana gospodarczo i w wędkarstwie.